# دیوید آگانزو

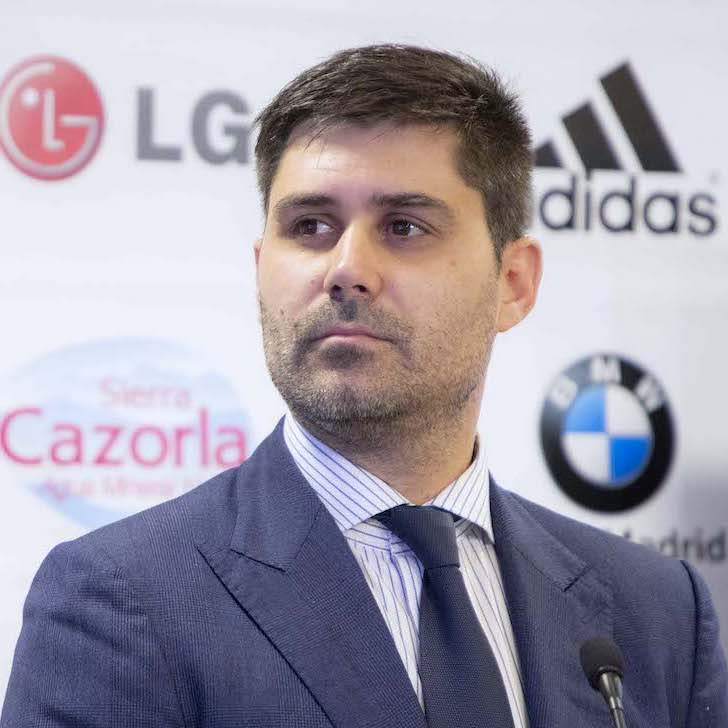
تصویر دیوید آگانزو

دیوید آگانزو (انگلیسی: David Aganzo؛ زادهٔ ۱۰ ژانویهٔ ۱۹۸۱) بازیکن فوتبال اهل اسپانیا است.
از باشگاه‌هایی که در آن بازی کرده‌است می‌توان به باشگاه فوتبال رئال مادرید، باشگاه فوتبال بیتار اورشلیم، دپورتیوو آلاوز، ریسینگ سانتاندر، باشگاه فوتبال رئال مادرید سی، هرکولس، اسپانیول، آریس سالونیک، رایو وایکانو، رئال وایادولید، باشگاه فوتبال لوانته، و آریس سالونیک اشاره کرد.
وی همچنین در تیم‌های ملی فوتبال Spain U16 Spain U17 Spain U18 Spain U20 Spain U21 بازی کرده‌است.